# Panama-Schlankbeutelratte
Die Panama-Schlankbeutelratte (Marmosops invictus, Syn.: Marmosa invicta) ist eine Beuteltierart, die in den mittelamerikanischen Kordilleren vorkommt, die Panama parallel zu den Küsten durchziehen.

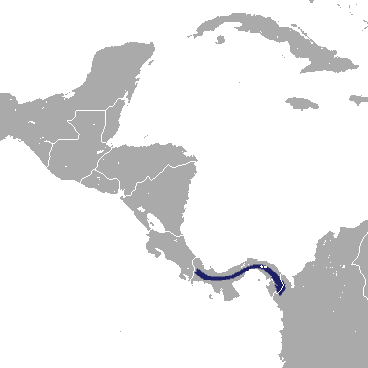
Verbreitungsgebiet der Panama-Schlankbeutelratte

## Beschreibung
Die Tiere erreichen eine Kopfrumpflänge von etwa 10,4 bis 12,2 cm, haben einen 12,9 bis 14,9 cm langen Schwanz. Das Gewicht der Tiere wurde bisher nicht gemessen. Das Fell ist mit einer Haarlänge von 6 bis 7 mm in der Rückenmitte relativ kurz. Die Farbe des Rückenfells und des Kopfes ist schiefergrau, dunkel graubraun, schwärzlich-grau oder dunkelbraun. Die dunklen Augenringe kontrastieren nur wenig mit dem dunklen Gesicht. Die Wangen sind cremefarben. Ein dunkler Streifen in der Rückenmitte fehlt. Das Bauchfell ist schiefergrau, silbriggrau bis weißlich. Die Bauchhaare haben dunkelgraue Basen und weißliche Spitzen. Am Kinn befindet sich normalerweise ein weißlicher Fleck. Die Beine sind dunkel, die Oberseite der Füße ist mit weißen Haaren bedeckt und im hinteren Bereich der Hinterfüße befindet sich ein dunkler Fleck. Der Schwanz, dessen Länge etwa 125 % der Kopfrumpflänge beträgt, ist bei den meisten Exemplaren einheitlich dunkelgrau. Nur bei einigen Tieren ist die Unterseite heller. Die Panama-Schlankbeutelratte hat keinen Beutel. Die Anzahl der Zitzen beträgt sieben, je drei rechts und links und eine in der Mitte.

## Lebensraum und Lebensweise
Die Panama-Schlankbeutelratte kommt in primären und sekundären, stark bemoosten und dicht mit Epiphyten bewachsenen Feuchtwäldern und in submontanen Regenwäldern in Höhen von 450 bis 1500 Metern vor. Sie ist wahrscheinlich nachtaktiv und lebt sowohl auf dem Erdboden als auch kletternd in Sträuchern bis in Höhen von 1,5 Metern. Bei Untersuchungen des Mageninhaltes wurden Überreste von Insekten, Früchten und die Sporen von arbuskulären Mykorrhizapilzen gefunden. Über ihre weitere Lebensweise und die Fortpflanzung ist so gut wie nichts bekannt. Im Osten ihres Verbreitungsgebietes im Hochland von Darién kommt sie eventuell sympatrisch mit Marmosops caucae vor.

## Status
Die Panama-Schlankbeutelratte gilt als ungefährdet. Sie kommt auch in verschiedenen Schutzgebieten vor (z. B. im Nationalpark Darién) und bis auf eine begrenzte Entwaldung in Teilen ihres Verbreitungsgebietes sind keine bestandsgefährdenden Bedrohungen für diese Art bekannt.

## Belege
1. 1 2 3  Juan F. Díaz-Nieto, Robert S. Voss: A Revision of the Didelphid Marsupial Genus Marmosops, Part 1. Species of the Subgenus Sciophanes. Bulletin of the American Museum of Natural History Number 402 :1-70. 2016, doi: 10.1206/0003-0090-402.1.1. Seite 40–42.
2. 1 2 3  Diego Astúa: Family Didelphidae (Opossums). in Don E. Wilson, Russell A. Mittermeier: Handbook of the Mammals of the World – Volume 5. Monotremes and Marsupials. Lynx Editions, 2015, ISBN 978-84-96553-99-6. Seite 186.
3. ↑  Marmosops invictus in der Roten Liste gefährdeter Arten der IUCN 2016. Eingestellt von: Martin, G.M., 2016. Abgerufen am 22. Januar 2019.